# Frits Schalij
Frits Schalij (* 14. August 1957 in Weesp) ist ein ehemaliger niederländischer Eisschnellläufer.

## Werdegang
Schalij kam bei niederländischen Meisterschaften zweimal auf den zweiten sowie viermal auf den dritten Platz und startete international erstmals in der Saison 1975/76. In den folgenden Jahren wurde er bei den Juniorenweltmeisterschaften 1977 in Inzell Sechster im Kleinen Vierkampf, im Dezember 1978 beim Dynamo Cup in Berlin Dritter im Kleinen Vierkampf und lief bei der Mehrkampfweltmeisterschaft 1980 in Heerenveen auf den 17. Platz im Großen Vierkampf. In der Saison 1980/81 erreichte er bei der Mehrkampfeuropameisterschaft 1981 in Deventer den fünften Platz und bei der Mehrkampfweltmeisterschaft 1981 in Oslo den achten Rang im Großen Vierkampf. Nach Platz eins im Mehrkampf bei der 3-Bahnen-Tournee in Inzell zu Beginn der Saison 1981/82, belegte er bei der Mehrkampfeuropameisterschaft 1982 in Oslo erneut den fünften Platz und bei der Mehrkampfweltmeisterschaft 1982 in Assen den vierten Rang im Großen Vierkampf. Im Jahr 1983 kam er bei der Mehrkampfeuropameisterschaft 1983 in Den Haag wie in den Vorjahren auf den fünften Platz und bei der Mehrkampfweltmeisterschaft 1983 in Oslo auf den zehnten Rang im Großen Vierkampf. Zudem wurde er im März 1983 beim Wettbewerb „Goldener Schlittschuh“ in Inzell Dritter im Großen Vierkampf.
In der Saison 1983/84 gewann Schalij bei der Mehrkampfeuropameisterschaft 1984 in Larvik die Bronzemedaille und errang bei der Mehrkampfweltmeisterschaft 1984 in Göteborg den siebten Platz im Großen Vierkampf. Beim Saisonhöhepunkt, den Olympischen Winterspielen 1984 in Sarajevo, belegte er den 17. Platz über 5000 m und den zehnten Rang über 1500 m. In der folgenden Saison holte er bei der Mehrkampfeuropameisterschaft 1985 in Eskilstuna die Silbermedaille im Großen Vierkampf und verpasste bei der Mehrkampfweltmeisterschaft 1985 in Hamar als Vierter im Großen Vierkampf um 0,605 Punkten eine Medaille. Außerdem siegte er im Februar 1985 beim Wettbewerb „Goldener Schlittschuh“ in Inzell im Kleinen Vierkampf. In seinen letzten Saisons als aktiver Sportler 1985/86 und 1986/87 nahm er an fünf Läufen im Eisschnelllauf-Weltcup teil und erreichte im Dezember 1986 in Berlin mit dem fünften Platz über 5000 m sein bestes Ergebnis. Zudem kam er bei der Mehrkampfeuropameisterschaft 1986 in Oslo und bei der Mehrkampfweltmeisterschaft 1986 in Inzell jeweils auf den 11. Platz im Großen Vierkampf.

## Erfolge

### Olympische Spiele
- 1984 Sarajevo: 10. Platz 1500 m, 17. Platz 5000 m

### Mehrkampf-Weltmeisterschaften
- 1979 Oslo: 11. Platz Großer Vierkampf
- 1980 Heerenveen: 17. Platz Großer Vierkampf
- 1981 Oslo: 9. Platz Großer Vierkampf
- 1982 Assen: 4. Platz Großer Vierkampf
- 1983 Oslo: 10. Platz Großer Vierkampf
- 1984 Göteborg: 7. Platz Großer Vierkampf
- 1985 Hamar: 4. Platz Großer Vierkampf
- 1986 Inzell: 11. Platz Großer Vierkampf

### Mehrkampf-Europameisterschaften
- 1981 Deventer: 5. Platz Großer Vierkampf
- 1982 Oslo: 5. Platz Großer Vierkampf
- 1983 Den Haag: 5. Platz Großer Vierkampf
- 1984 Larvik: 3. Platz Großer Vierkampf
- 1985 Eskilstuna: 2. Platz Großer Vierkampf
- 1986 Oslo: 11. Platz Großer Vierkampf

## Persönliche Bestleistungen
| Disziplin | Zeit         | Datum            | Ort    |
| --------- | ------------ | ---------------- | ------ |
| 500 m     | 38,83 s      | 14. Januar 1984  | Davos  |
| 1000 m    | 1:16,69 min  | 9. Februar 1985  | Inzell |
| 1500 m    | 1:56,42 min  | 2. Januar 1982   | Inzell |
| 3000 m    | 4:08,33 min  | 26. Februar 1981 | Inzell |
| 5000 m    | 7:04,73 min  | 15. Februar 1986 | Inzell |
| 10.000 m  | 14:36,23 min | 15. Februar 1986 | Inzell |